# Uusitaloia
Uusitaloia es un género de arañas araneomorfas de la familia Linyphiidae. Se encuentra en Rusia asiática.

## Lista de especies
Según The World Spider Catalog 12.0:
- Uusitaloia transbaicalica Marusik, Koponen & Danilov, 2001
- Uusitaloia wrangeliana Marusik & Koponen, 2009